# Kouba (Algerien)

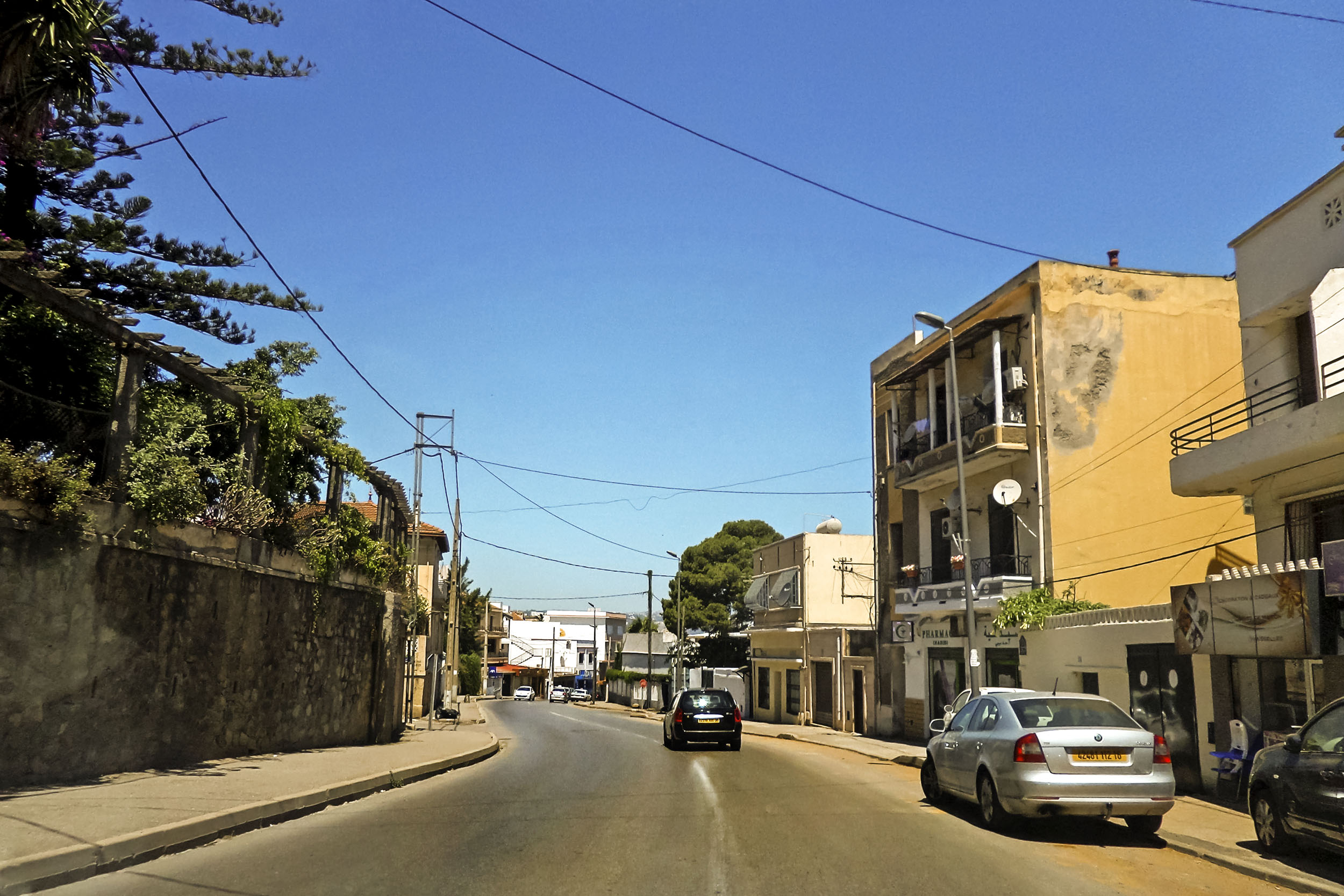
Straße in Kouba (2015)

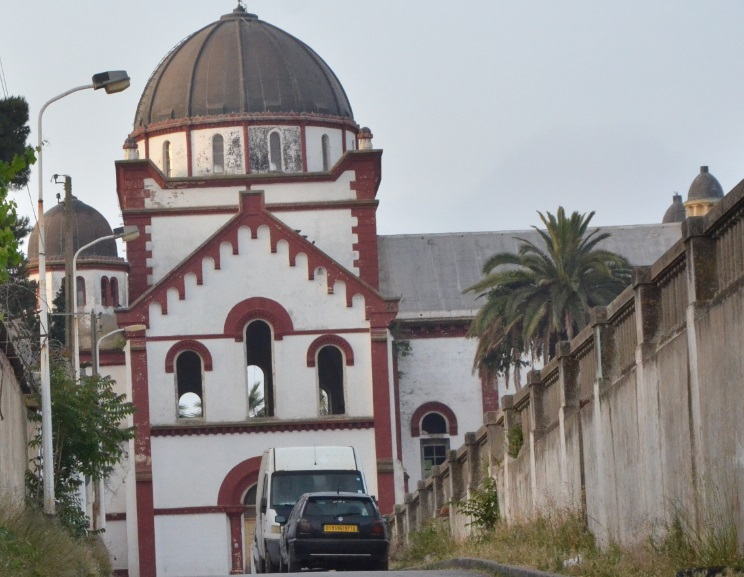
Kirche Saint-Vincent-de-Paul in Kouba (2016)

Kouba (arabisch القبة, DMG al-Qubba) liegt in der Provinz Algier als südöstliches Viertel der algerischen Hauptstadt Algier und hatte beim Zensus 2008 etwa 104.708 Einwohner.
In Kouba ist der Fußballverein RC Kouba angesiedelt, der in der algerischen zweiten Liga spielt.
Kouba erhielt seinen Namen von der Kuppel (Kobba) der Moschee, die El-Hadj Pacha 1545 erbauen ließ.
Am 31. Dezember 1856 wurde Kouba zu einer Gemeinde.

## Persönlichkeiten
- Fernand Sastre (1923–1998), Fußballfunktionär